# Коимдодов, Козидавлат Коимдодович
Козидавлат Коимдодович Коимдодов (7 октября 1949, Таджикистан) — таджикский государственный деятель, дипломат. Бывший Чрезвычайный и Полномочный Посол Таджикистана в Республике Беларуси и Литве, Латвии, Эстонии по совместительству.

## Биография
Родился 7 октября 1949 года в Республике Таджикистан, ГБАО, Шугнанского района. По национальности — таджик. Женат, имеет пятерых детей. В 1971 году окончил зоотехнический факультет Таджикского сельскохозяйственного института. В 1986 году окончил высшую партийно-политическую школу в Ташкенте.

## Карьера
Начал трудовую деятельность в 1971 году главным зоотехником колхоза «ХХ Парт съезда» Шугнанского района.
В 1971—1972 проходил военную службу.
В 1973—1978 годах работал в организациях по работе с молодежью в Горно-Бадахшанской автономной области (ГБАО).
В 1978—1992 годах работал в руководящих партийных органах ГБАО. Заведующий отделом Горкома, обкома, Первый секретарь Хорогского горкома Компартии Таджикистана.
В 1990—1995 годах был Депутатом Верховного Совета Таджикистана.
В 1991—1992 годах работал в городе Москве Председатель Комитета Верховного Совета СССР по аграрным и продовольственным вопросам.
В 1992—1995 годах работал в Душанбе Заместителем Председателя Верховного Совета Таджикистана.
В 1995—2000 годах был Депутатом Высшего Собрания Таджикистана.
В 1995—2000 годах был в должности Заместителя Председателя Высшего Собрания Таджикистана. Член комиссии по разработке Конституции Таджикистана. Вице-президент Национальной группы парламента Республики Таджикистан в Межпарламентском Союзе. Участник Пекинской, Каирской, Московской и Брюссельской сессии Межпарламентского Союза. Участник сессии Межпарламентского Союза ОБСЕ, Заместитель Председателя Международного Душанбинского Форума по пресной воде (2003 год).
В 2000—2005 годах был в должности Заместителя Премьер-министра Республики Таджикистан, Член правления Международного фонда спасения Арала, Правительственный координатор Организации Ага Хана в Таджикистане (1993—2005).
С 2005 года — по октябрь 2009 год — Чрезвычайный и Полномочный Посол Республики Таджикистан в Туркменистане.
С ноября 2009 года — Чрезвычайный и Полномочный Посол Республики Таджикистан в Республике Беларусь, Постоянный Полномочный Представитель Республики Таджикистан при уставных и других органах СНГ. С 19 сентября 2011 года Чрезвычайный и Полномочный Посол Республики Таджикистан в Литве по совместительству. С 15 июня 2012 года Чрезвычайный и Полномочный Посол Республики Таджикистан в Латвии по совместительству. С 18 июня 2012 года Чрезвычайный и Полномочный Посол Республики Таджикистан в Эстонии по совместительству.

## Награды
- Заслуженный работник сельского хозяйства Республики Таджикистан (1997)
- Орден «Дусти» (1999)
- Кандидат сельскохозяйственных наук (1997)
- Медаль «20 лет Независимости Таджикистана» (2011)
- Грамота Содружества Независимых Государств (3 сентября 2011 года) — за активную работу по укреплению и развитию Содружества Независимых Государств[6]
- Грамота Содружества Независимых Государств (17 июля 2017 года) — за активную работу по укреплению и развитию Содружества Независимых Государств[7]